# Prix Raynaud-Dayen
Le Prix Raynaud-Dayen est une épreuve de cyclisme sur piste annuelle disputée au Vélodrome d'hiver de Paris. Il s'agit d'une course à l'américaine de 100 km, avec sprint tous les 10 tours. 
Cette course tient son nom d'André Raynaud, victime d'une chute mortelle le 20 mars 1937 sur la piste d'Anvers à la suite de l'éclatement d'un pneu, et d'Octave Dayen avec qui il avait remporté les Six jours de Paris en 1929.

## Palmarès
| Année          | Vainqueur                        | Deuxième                        | Troisième                       |
| -------------- | -------------------------------- | ------------------------------- | ------------------------------- |
| 1943           | André Pousse Victor Delvoye      | Jean Goujon Raymond Lamouroux   | Jean Pieters Raymond Panier     |
| 1944           | Francis Grauss Maurice Le Boulch | Frans Cools Raoul Breuskin      | Maurice Archambaud Adolphe Prat |
| 1945           | Robert Mignat Georges Guillier   | Arthur Sérès Guy Lapébie        | Francis Grauss Adolphe Prat     |
| 1946 (Janvier) | Gerrit Schulte Gerrit Boeyen     | Robert Mignat Georges Guillier  | Raymond Goussot Georges Souliac |
| 1946 (Octobre) | Achiel Bruneel Omer De Bruycker  | Roger Godeau Daniel Dousset     | Gerrit Peters Kees Pellenaars   |
| 1947           | Ernest Thijssen Maurice Depauw   | Émile Carrara Roger Le Nizerhy  | Reginald Arnold Alfred Strom    |
| 1948           | Émile Carrara Raymond Goussot    | Marcel Kint Rik Van Steenbergen | Arthur Sérès Guy Lapébie        |